# Megan Twohey
Megan Twohey es una periodista estadounidense del The New York Times. Ha escrito reportajes de investigación para Reuters, el Chicago Tribune y el Milwaukee Journal Sentinel. Los reportajes de investigación de Twohey han sacado a la luz casos de explotación médica, han revelado casos de kits de violación no analizados y han descubierto una red clandestina de niños adoptados no deseados y luego abandonados. Sus reportajes de investigación han dado lugar a condenas penales y han contribuido a instigar nuevas leyes destinadas a proteger a niños y personas vulnerables.
El 5 de octubre de 2017, Twohey y Jodi Kantor, colega periodista del New York Times publicaron un informe sobre Harvey Weinstein en el que se detallaban décadas de acusaciones de abuso sexual, y más de 80 mujeres acusaron públicamente a Weinstein de abusar o agredirlas sexualmente. Esto llevó al despido de Weinstein y ayudó a dar combustible al movimiento viral #MeToo, iniciado por la activista estadounidense Tarana Burke. Tal trabajo periodístico fue elogiado en 2018, cuando el The New York Times recibió el Premio Pulitzer por Servicio Público 2018. Kantor y Twohey ganaron también el premio George Polk y fueron incluidas entre las 100 personas más influyentes del año de la revista Time. Twohey y Kantor escribieron después un libro narrando su investigación sobre Weinstein, titulado She Said (lit., Ella dijo). El libro fue publicado en 2019 y adaptado al cine en una película homónima en 2022. Además de ganar el Premio Pulitzer por Servicio Público de 2018, Twohey fue finalista del Premio Pulitzer por Periodismo de Investigación en 2014.

## Biografía
Twohey es originaria de Evanston, Illinois. Es egresada de la Universidad de Georgetown en 1998. Sus padres estaban vinculados a los medios noticiosos: su madre, Mary Jane Twohey, fue productora de noticias de televisión, y su padre, John Twohey, fue editor del Chicago Tribune. Twohey se vinculó inicialmente al The New York Times en 2016 para investigar la historia fiscal de Donald Trump, sus posibles vínculos comerciales con Rusia y su trato previo a las mujeres. Twohey es actualmente colaboradora habitual del The New York Times.

## Reportajes investigativos

### Kits de violación no analizados
En el año 2009, Twohey reportó en el Chicago Tribune que varios departamentos de policía de los suburbios de Chicago no estaban enviando todos los kits de violación para su análisis. Los kits de violación son paquetes de objetos usados por el personal médico para recolectar y preservar evidencia física tras una denuncia de abuso sexual. Al año siguiente, Illinois se convirtió en el primer estado de los EE. UU. en exigir que todos los kits de violación fueran analizados, y muchos otros estados de los EE. UU. adoptaron leyes similares poco después.

### Abuso por parte de personal médico
Entre 2010 y 2011, Twohey publicó una serie de artículos en el Chicago Tribune en los que se detallaban casos de médicos condenados por delitos violentos o sexuales y que aun así seguían ejerciendo y abusando de pacientes. Su trabajo investigativo ha sido acreditado por llevar a la promulgación de nuevas leyes y políticas en Illinois destinadas a la protección de los pacientes, por ejemplo, exigiendo verificaciones de antecedentes penales para personal médico.

### Niños abandonados
En el 2013, Twohey publicó un reportaje investigativo en Reuters en el que se detallaba cómo algunas personas en los Estados Unidos usaban Internet para encontrar lugares en donde abandonar a sus hijos adoptivos. Varios segmentos de esta historia fueron transmitidos en noticieros televisivos como Nightly News o el Today Show en la cadena NBC. Twohey recibió un Premio Sydney y un Premio Michael Kelly por su trabajo investigativo revelando estas redes clandestinas. Twohey fue finalista del Premio Pulitzer por este trabajo.

### Donald Trump
En el 2016, Twohey y Michael Barbaro publicaron varios artículos de investigación en The New York Times respecto a conductas sexuales inapropiadas de parte del entonces candidato presidencial Donald Trump. Twohey siguió reportando sobre tales incidentes hasta 2017. Trump amenazó con demandar al The New York Times si los artículos no eran retirados. Los artículos siguen publicados.

### Caso Weinstein de abuso sexual
El 5 de octubre de 2017, Twohey y Jodi Kantor escribieron a dos manos una revelación en el New York Times acerca de conductas sexuales inapropiadas de parte de Harvey Weinstein. Twohey afirmó que se les invitó a investigar historias no contadas, y que Dean Baquet, editor ejecutivo, y Rebecca Corbett, jefa de proyectos investigativos, les habían brindado su apoyo a pesar de las amenazas de demanda de Weinstein al The New York Times, y de que la exposición corría el riesgo de afectar el dinero recibido por publicidad por el diario. Twohey y Kantor se reunieron en persona en dos ocasiones con Weinstein. Twohey, Kantor y Corbett sostuvieron también múltiples conversaciones con los abogados y publicistas de Weinstein. Un artículo de seguimiento escrito con la reportera Ellen Gabler añadió más acusaciones y expandió la línea temporal del caso Weinstein. Twohey afirmó que esto fue para ella una experiencia emocional cuando empezó a ver a amigos y familiares usando el hashtag #MeToo en sus redes sociales tras las acusaciones contra Weinstein. El sitio web Jezebel anunció en 2018 que Twohey y Kantor iban a publicar un libro internacional, a ser publicado en la primavera de 2019, basado en su investigación y que habría de revelar más respecto a lo sucedido. Fueron galardonadas con un premio Sidney por su exposición. También recibieron el Premio de Impacto Inaugural del L.A. Press Club, así como la Medalla McGill al Valor Periodístico del Grady College of Journalism. The New York Times ganó el premio Pulitzer en 2018 al servicio público por los reportajes de Twohey y Jodi Kantor, compartiendo el premio con Ronan Farrow de The New Yorker, así como el premio Gerald Loeb 2018 de periodismo empresarial de investigación.

#### She Said
Twohey y Kantor escribieron un libro en el que se narra su exposición sobre el caso Weinstein y las estructuras de poder que posibilitaron su conducta, titulado She Said: Breaking the Sexual Harassment Story that Helped Ignite a Movement (lit. Ella dijo: Sacando a la luz la historia de acoso sexual que ayudó a encender un movimiento), que fue publicado por Penguin Books en septiembre de 2019. En 2022, el libro fue adaptado a una película homónima, dirigida por Maria Schrader con base en un guion de Rebecca Lenkiewicz. El papel de Twohey fue interpretado por Carey Mulligan.

### Investigación sobre el foro de suicidio
En diciembre de 2021, Twohey y Gabriel Dance publicaron un reportaje investigativo en el The New York Times respecto a un foro virtual estadounidense dedicado a discutir y fomentar el suicidio. El reportaje identificó a los creadores del foro suicida como Lamarcus Small y Diego Joaquín Galante y logró confirmar la muerte de 45 participantes del foro. Como parte del reportaje, Twohey y Dance consultaron a periodistas establecidos y a expertos en suicidio y médicos para encontrar formas de limitar el potencial de contagio de suicidio. De acuerdo con Twohey, la falta general de conocimiento sobre el sitio web las motivó a identificarlo por su nombre en su reportaje, si bien la decisión fue uno de los «problemas éticos más importantes a los que nos hemos tenido que enfrentar». El reportaje de Twohey fue citado posteriormente en una carta escrita por miembros de la Cámara de Representantes de los EE. UU. dirigida al fiscal general Merrick Garland en la que le preguntaban qué medidas se podían tomar contra el sitio.

### Atención médica a la población transgénero
Un artículo coescrito por Twohey en noviembre de 2022 para el The New York Times  fue objeto de fuertes críticas por parte de expertos médicos y activistas trans por criticar el uso de bloqueadores farmacológicos de pubertad como tratamiento para jóvenes transexuales. La Asociación Profesional Mundial para la Salud Transgénero publicó una declaración en respuesta  al artículo calificándo como «desinformación sobre la ciencia detrás del cuidado de jóvenes trans», y  el sitio web Science-Based Medicine publicó una nota sobre el artículo, afirmando que «el reportaje ignoró evidencia y un contexto importante para tejer una narrativa en la que se retrata a los bloqueadores [farmacológicos] de pubertad como mucho más riesgosos de lo que realmente son».
Chase Strangio de la organización ACLU señaló al artículo como un ejemplo de cómo la retórica de los medios alimenta la violencia contra personas trans.
Por su parte, la revista Slate describió al artículo como «promotor de miedos» y señaló que «no parece confiar en la opinión del consenso médico», en tanto que Fox News citó muchas voces de personas trans que se refirieron al artículo como uno de «pánico moral» y «propaganda antitrans».Teen Vogue criticó duramente a las autoras del artículo, señalando que «no logran investigar de manera significativa la razón más convincente por la cual los proveedores médicos tienen en consideración a los bloqueadores de pubertad en jóvenes trans y de género diverso: tales medicamentos salvan vidas» y afirmando que el artículo mismo «podría marginar aún más a una población que ya es médicamente vulnerable y políticamente asediada».

## Vida personal
Su padre es el periodista John Twohey, quien fuera director editorial de la revista del Chicago Times en 1989, y quien se unió al Chicago Tribune en 1977, después de servir durante cinco años como director de diseño de The Washington Post . Previamente en su carrera, se desempeñó como secretario de prensa de la candidatura vicepresidencial de Sargent Shriver en 1972 y del senador Fred R. Harris. La madre de Megan, Mary Jane Twohey, trabajó como auxiliar del Congreso y como productora de noticias en la estación WETA-TV en Washington, D. C. antes de fungir durante varios años como vocera y gerente de relaciones con los medios de la Universidad del Noroeste en Evanston, Illinois. El esposo de Twohey es el agente literario Jim Rutman.